# Цзянь Сяньфо
Цзянь Сяньфо (спрощ.: 蹇先佛; піньїнь: Jiǎn Xiānfó; Липень 1915 року – 30 грудня 2022) — китайська комуністична політична діячка. У 1934 році вона приєдналася до китайської Червоної армії, була у Великому поході. Після перемоги комуністів у громадянській війні в Китаї служила в Міністерстві електричної промисловості як кадре, а потім віцеміністеркою. Також була помічницею високопоставленого члена партії Цяо Ши.

## Раннє життя
Цзянь Сяньфо народилася в окрузі Чилі, Хунань, у 1915 році. Її брат брав активну участь у китайському комуністичному русі та надихнув своєю ідеологією Цзянь Сяньрень, сестру Цзянь, на сім років старшу за неї. У 1927 році Цзянь Сяньрень розшукувала націоналістична поліція, і вона пішла з дому, щоб приєднатися до свого брата в Червоній армії Китаю, який воював у громадянській війні в Китаї. Решта членів сім'ї Цзянь зазнали переслідувань з боку націоналістів, а її батька заарештували (і пізніше звільнили після викупу). У 16 років Цзянь відправили в жіночу нормальну школу в Чанша, щоб уникнути переслідувань.
Після інциденту в Мукдені 18 вересня 1931 року Цзянь зрозуміла, що націоналісти не змогли протистояти японським загарбникам, і вирішила приєднатися до Червоної армії за першої ж нагоди. Вона приєдналася до 2-ї Рухової армії, коли партизани з цього загону прийшли до її міста в грудні 1934 року. Її молодший брат, якому тоді було 15, також приєднався в цей час. Протягом наступних двох років Цзянь працювала пропагандистом у 6-й групі армій і 2-й армії Червоного фронту, спеціалізуючись на ілюстраціях. Вона одружилася з генералом Сяо Ке, командувачем 6-ю групою армій.

## Довгий похід
Коли націоналістичні сили взяли гору у війні, комуністичні сили почали серію відступів, які стали відомі як Довгий похід. Цзянь супроводжувала Сяо та армію під час відступу, який почався в Санчжі. Не знаючи про це, вона почала похід вагітною. Сестра Цзянь одружилася з генералом Хе Лонгом, командувачем 2-ю групою армій, яка приєдналася до 6-ї на марші. Сестри були серед групи лише з 25 жінок, які йшли разом з армією. Цзянь Сяньрень не змогла знайти сім'ю, яка б прийняла її маленьку доньку, тому їй довелося взяти її в похід з собою.
Цзянь піднялася на льодовикові гори під час третього триместру вагітності. Під час маршу через луки Сичуані в неї відіцйшли води, хоча спочатку вона цього не помітила. Чоловік і сестра допомогли їй сховатися на земляному кріпленні на узбіччі дороги, де вона народила сина на купі оберемків тканини. Пологи виявилися важкими, і мати з дитиною промокли під час зливи. Однак обидва вижили і Цзянь назвала сина Баошен, що означає «народжений у форті». Протягом наступних трьох днів маршу Цзянь несли на ношах четверо солдатів.

## Пізніша кар'єра
Війна закінчилася в 1949 році перемогою комуністів на материковому Китаї. Цзянь приєдналася до Міністерства електричної промисловості у 1979 році як кадре і працювала заступницею міністра з вересня 1980 до березня 1982 року. З вересня 1982 року по листопад 1987 року, під час 12-го Центрального комітету Комуністичної партії Китаю, входила Центральної комісії з перевірки дисципліни. В інші моменти Цзянь служила помічницею старшого члена партії Цяо Ши та заступницею директора Центрального організаційного відділу.

## Смерть
Цзянь Сяньфо померла через легеневу інфекцію 30 грудня 2022 року у віці 107 років.